# Pyraser Landbrauerei
De Pyraser Landbrauerei is een Duitse onafhankelijke brouwerij in Pyras, een Ortsteil van Thalmässing in het Frankenland. Ze behoort tot Die Freien Brauer. 
Adam Bernreuther begon de brouwerij in 1870 in zijn boerderij met herberg (Gasthaus) te Pyras. De zaak is steeds een familiebedrijf gebleven. Sedert 2010 is Marlies Bernreuther de zaakvoerder. De brouwerij telt 85 medewerkers en levert in een straal van 60 km rond Pyras.

## Producten
De brouwerij produceert een breed gamma van een twintigtal biersoorten, waaronder 6-Korn-Bier, een troebel bier met een alcoholpercentage van 4,6 %, op basis van zes graansoorten (spelt, gerst, tarwe, rogge, haver en emmertarwe). Ook Radler en alcoholvrij bier behoren tot het assortiment. Onder de merknaam Pyraser Herzblut heeft ze in 2012 een aantal speciaalbieren gelanceerd.
De brouwerij bezit een eigen bron en produceert ook mineraalwater, limonades en vruchtendranken onder de naam Waldquelle.